# Wilchingen
Wilchingen (toponimo tedesco) è un comune svizzero di 1 711 abitanti del Canton Sciaffusa. Il 1º gennaio 2005 ha inglobato il comune soppresso di Osterfingen.

## Demografia
Nel 2008 Wilchingen aveva una popolazione di 1692 abitanti, di cui l'11,2 % sono stranieri nazionali. Tra gli stranieri il 38,5% son tedeschi
il 15,5% provengono dall'Italia, 1,6% dalla Croazia, il 18,7% dalla Serbia, il 4,8% dalla Macedonia, e il 20,9% son di altre nazionalità
Nel 2023 la popolazione è salita a 1743 abitanti, di cui 289 stranieri.
Dai dati del 2000, la maggior parte della popolazione parla tedesco (93,8 %), albanese l'1,6%  e italiano l'1,1 %.
Alle Elezioni federali in Svizzera del 2007 il partito con maggior voti è stato Unione Democratica di Centro (SVP) con il 43,8% dei voti.  Gli altri due son stati il Partito Liberale Radicale (FDP) con il 28,6% dei voti, ed il Partito Socialista Svizzero (SP) con il 27,5%.
Dai dati del 2000 risulta che l'11,9% della popolazione è di religione cristiana con confessione cattolica romana ed il 74,3% è cristiano di confessione Chiesa evangelica riformata in Svizzera.

## Economia
Wilchingen ha un tasso di disoccupazione dello 0,7%.  Dai dati del 2005, ci sono 211 persone impiegate nel settore primario e 70 imprese coinvolte in questo settore.  203 persone nel settore secondario e 22 imprese in questo settore.  336 persone impiegate nel terziario, con 50 imprese nel settore.

## Trasporti
Ci sono due confini ufficiali per entrare in Germania da Wilchigen: uno in Zollstrasse, Osterfingen per Jestetten nel distretto di Waldshut (Baden-Württemberg) ed uno a Löchlistrasse, Wilchingen, con Weisweil.
È presente la stazione ferroviaria di Wilchingen-Hallau lungo la Ferrovia dell'Alto Reno gestita da Deutsche Bahn.

## Galleria d'immagini

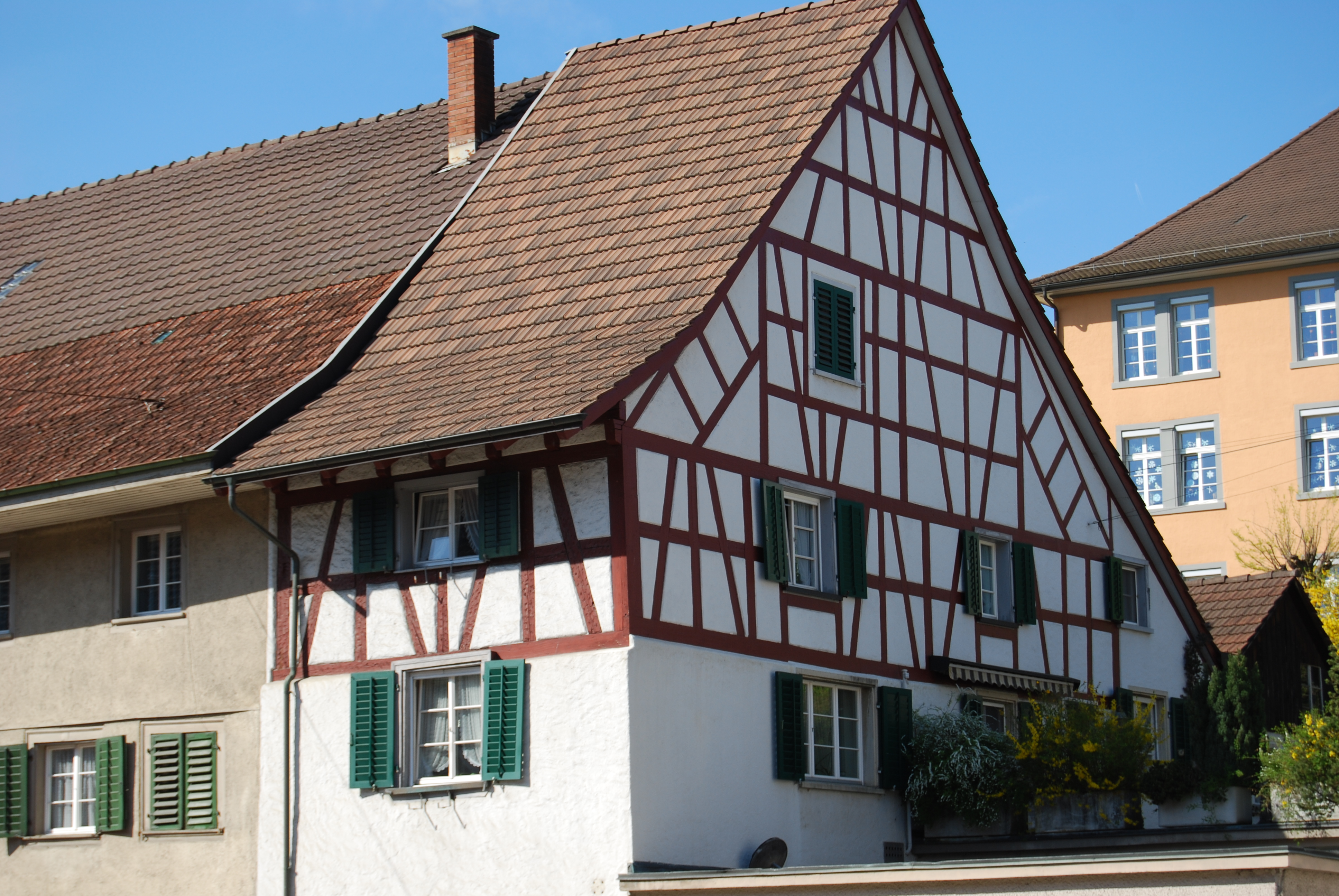
Casa a graticcio a Wilchingen
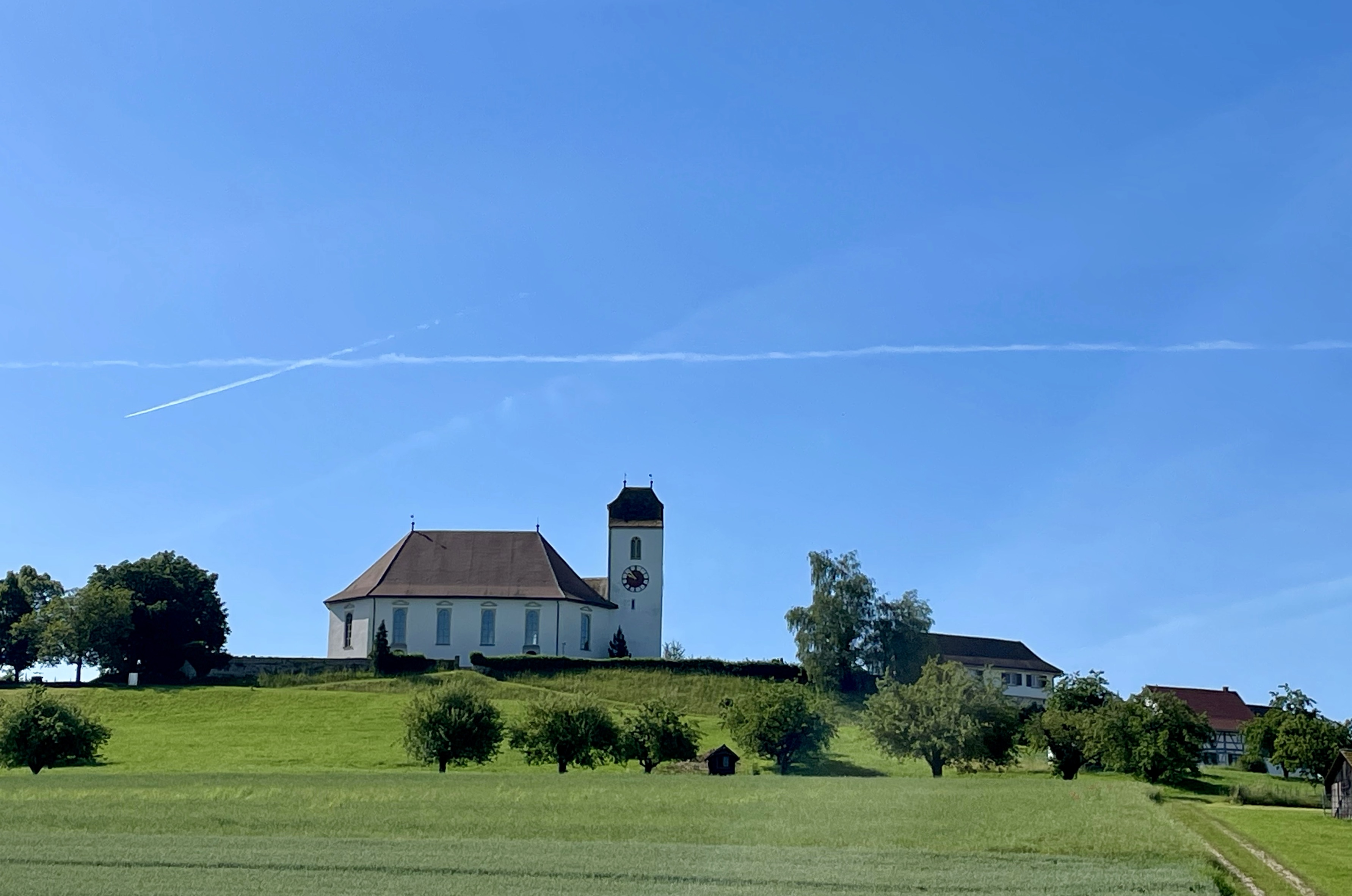
Chiesa riformata di san Othmar
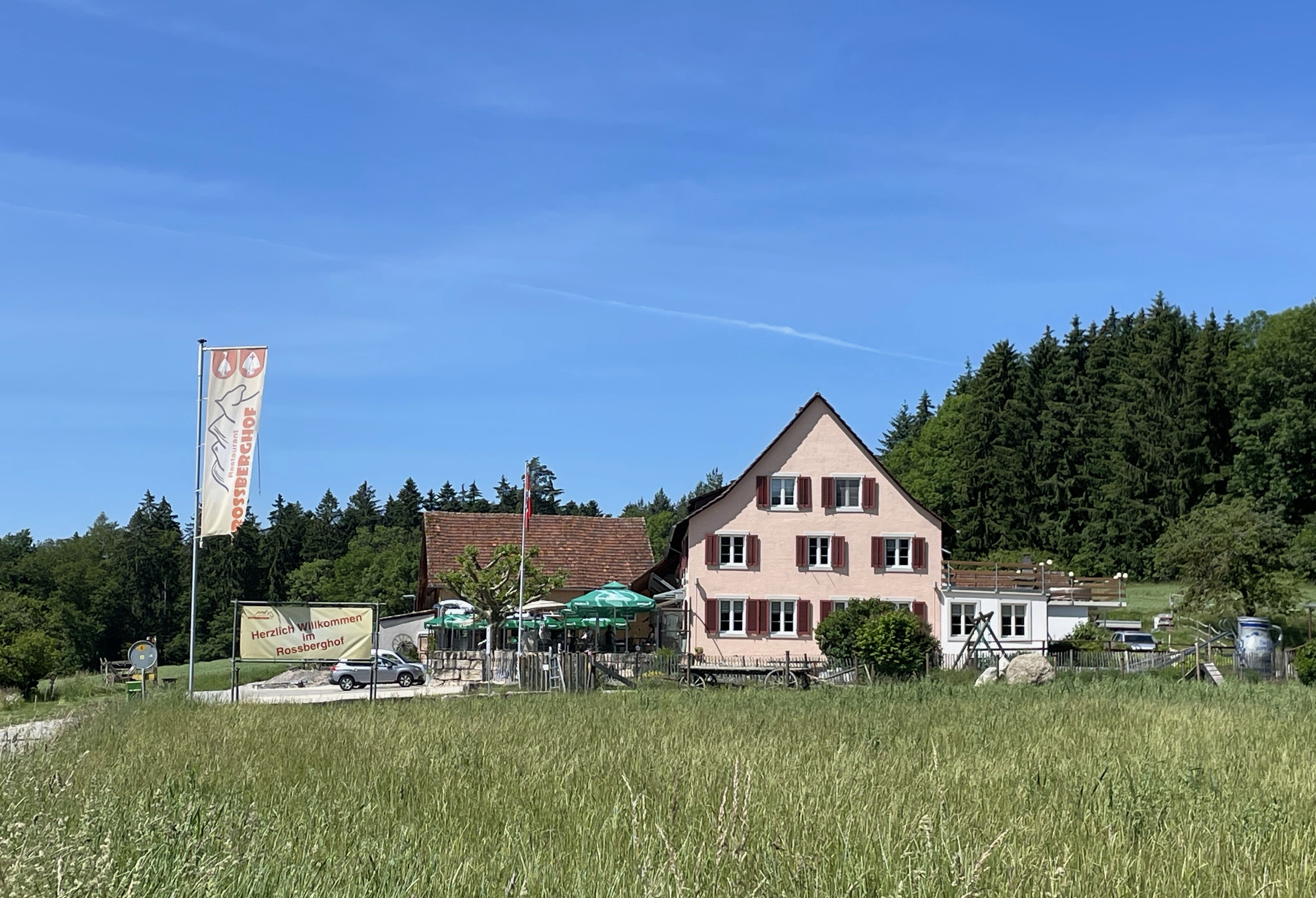
Ristorante Rossberghof
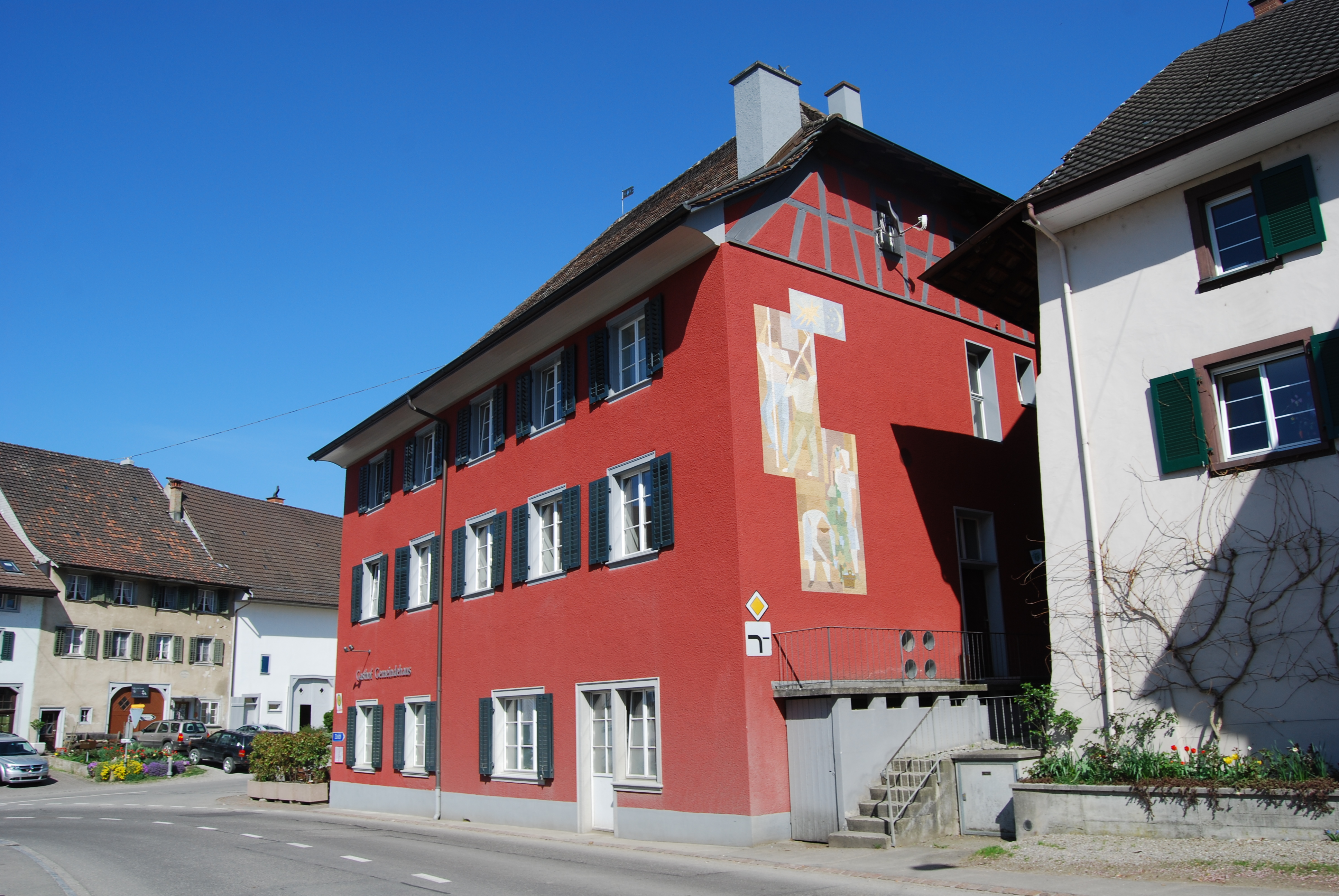
Gasthaus Gemeindehaus nel centro di Wilchingen
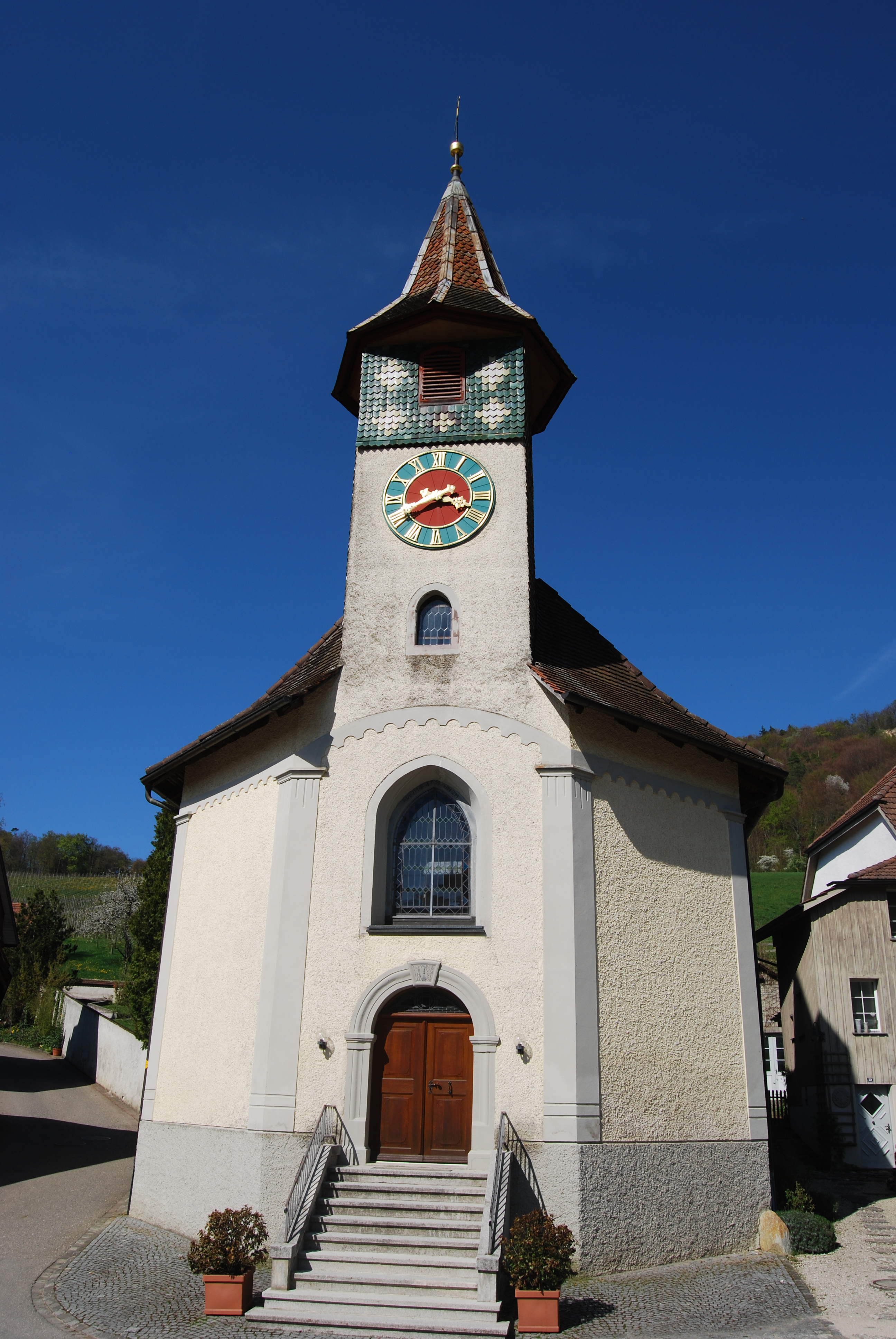
Chiesa di San Jakob a Osterfingen
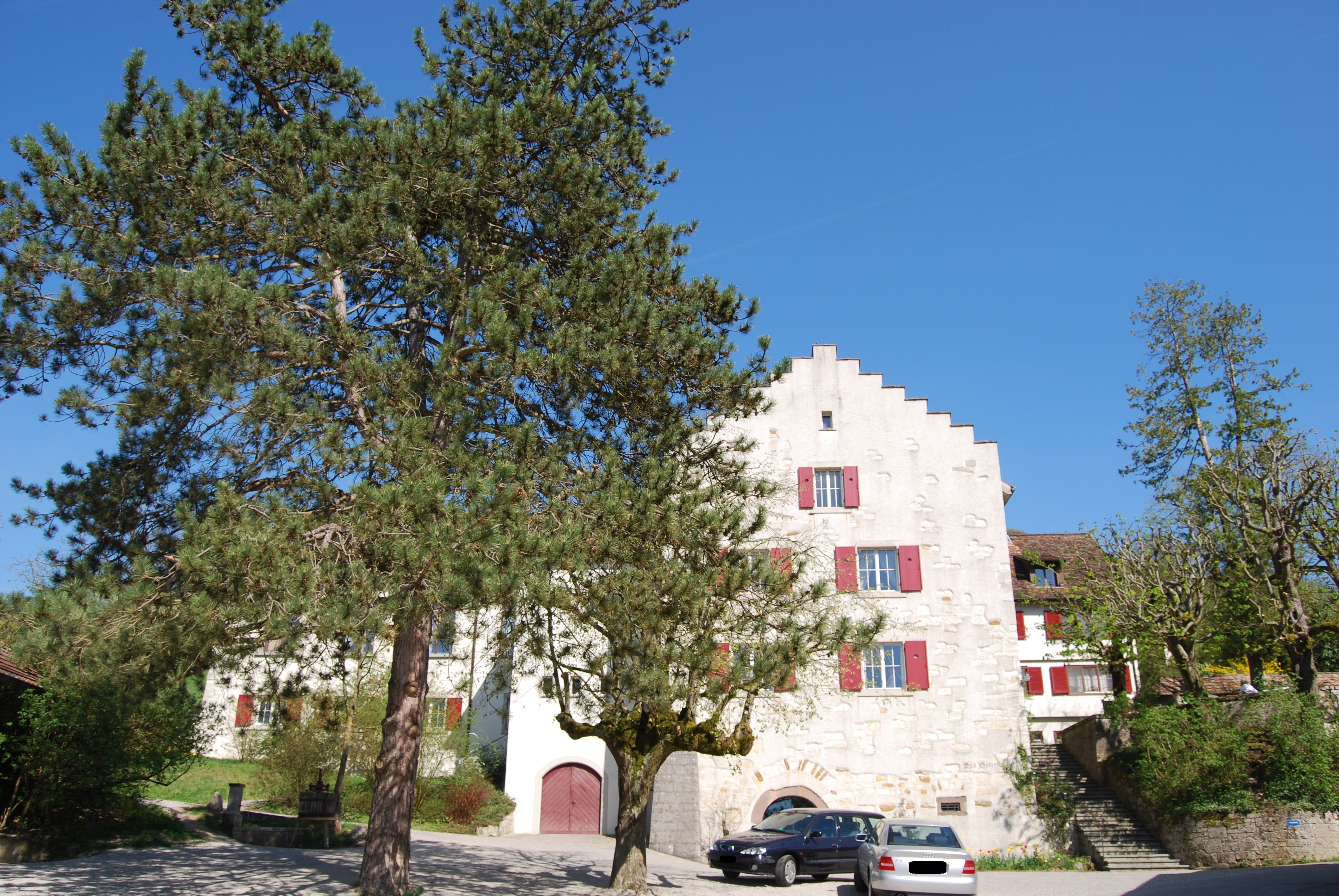
Gasthaus Bad Osterfingen